# Limonium xerophilum
Espèce
Limonium xerophilum est une espèce de plantes à fleurs de la famille des Plumbaginaceae endémique de la Tunisie.